# Balto (film)
Balto is een Amerikaanse animatiefilm uit 1995, losjes gebaseerd op de Great Race of Mercy en de sledehond Balto. De film is geproduceerd door Steven Spielbergs animatiestudio Amblimation. Het was de laatste animatiefilm van deze studio, die korte tijd later fuseerde met DreamWorks. De stemmen in de Engelstalige versie worden onder ander ingesproken door Kevin Bacon, Bob Hoskins en Bridget Fonda.

## Verhaal
De film begint met een live-action stuk. Een oude vrouw genaamd Rosy is met haar kleindochter in Central Park. Wanneer ze langs het standbeeld van Balto komen vertelt Rosy haar kleindochter het verhaal achter dit beeld.
De film verplaatst zich vervolgens naar het jaar 1925, toen Rosy nog als klein meisje in het Alaskische plaatsje Nome woonde. Bij aanvang van de flashback is er een sledehondenrace aan de gang, die gewonnen wordt door de alom bewonderde hond Steele. In Nome woont ook Balto, een wolf-hondhybride die vanwege zijn afkomst door iedereen wordt geschuwd. Vooral de uitermate arrogante Steele laat geen kans onbenut om Balto te treiteren. Alleen Rosy’s hond Jenna, de gans Boris en de jonge ijsberen Muk en Luk geven om hem.
In hartje winter breekt in de stad onder de kinderen een difterie-epidemie uit, en de lokale dokter is door zijn voorraden serum heen. Door het strenge winterweer is transport van nieuw serum erg lastig. De enige optie lijkt een sledehondenploeg te sturen die het serum van Nenana naar Nome moet brengen. Balto probeert tevergeefs uitgekozen te worden voor deze ploeg, maar hoewel hij duidelijk de snelste hond is durft geen menner hem mee te nemen uit angst dat hij vals is. Steele wordt wel uitgekozen om met de ploeg mee te gaan.
De sledehondenploeg bereikt Nenana en haalt het serum, maar op de terugweg verdwalen ze. Door een ongeluk verliest hun menner bovendien het bewustzijn waardoor de honden op zichzelf aan zijn gewezen. Hierop besluit Balto samen met Boris, Muk en Luk, en later ook gevolgd door Jenna, de ploeg te gaan zoeken. Om zelf niet te verdwalen laat hij en spoor achter door schors van bomen te krabben. Wanneer Jenna gewond raakt in een gevecht met een beer geeft Balto Boris, Muk en Luk opdracht haar terug naar Nome te brengen terwijl hij alleen verdergaat.
Balto vindt de ploeg, maar de trotse Steele weigert iedere vorm van hulp. Na een gevecht waarbij Steele in een ondiep ravijn valt slaagt Balto erin de andere honden ervan te overtuigen dat hij hen terug kan leiden. Steele probeert Balto nog te saboteren door via een kortere weg naar Nome terug te reizen en overal valse sporen achter te laten. Even lijkt zijn opzet te slagen, maar Balto weet dankzij zijn wolfinstincten toch de juiste route te vinden. Na onder andere een lawine en een instortende ijsgrot te hebben overleefd bereikt de ploeg onder Balto’s leiding Nome. Balto wordt nadien als held onthaald en Steele wordt door de andere honden verstoten vanwege zijn egoïstische daad.
De film sluit weer af met een tweede live-action stuk in Central Park.

## Rolverdeling
Stemmen worden onder andere ingesproken door:
| Acteur                                   | Personage      |
| ---------------------------------------- | -------------- |
| Kevin Bacon                              | Balto          |
| Bridget Fonda                            | Jenna          |
| Phil Collins – Muk en Luk                |                |
| Bob Hoskins                              | Boris, de gans |
| Juliette Brewer – Jonge Rosy             |                |
| Jack Angel – Nikki                       |                |
| Danny Mann – Kaltag                      |                |
| Robbie Rist – Star                       |                |
| Sandra Searles Dickinson – Rosy’s moeder |                |
| William Roberts – Rosy’s vader           |                |
| Donald Sinden – dokter                   |                |

Aan de live-action scènes aan het begin en eind van de film werkten mee :
| Acteur              | Personage           |
| ------------------- | ------------------- |
| Miriam Margolyes    | oude Rosy           |
| Lola Bates-Campbell | Rosy’s kleindochter |

## Achtergrond

### Historische onjuistheden
- De film suggereert dat het serum door slechts 1 ploeg vervoerd werd van Nenana naar Nome. In werkelijkheid waren er 20 ploegen bij betrokken die elk een stuk van de route aflegden. Balto’s ploeg legde de laatste 85 kilometer van Bluff naar Nome af.
- De echte Balto was geen verschoppeling. Hij was geboren en opgegroeid in een kennel van Leonhard Seppala, en door hem net als al zijn honden getraind tot sledehond. Seppala nam zelf deel aan het serumtransport, maar niet met Balto. Balto zat in de ploeg van Seppala’s medewerker Gunnar Kaasen.

### Soundtrack
De soundtrack van de film werd gecomponeerd door James Horner.
De soundtrack omvat 1 gezongen nummer, dat te horen is tijdens de aftiteling. Dit is "Reach For The Light (Theme from Balto)", gezongen door Steve Winwood (4:24)
De rest van de soundtrack omvat alleen achtergrondmuziek:
1. "Main Title/Balto's Story Unfolds" (4:40)
2. "The Dogsled Race" (1:41)
3. "Rosy Goes To The Doctor" (4:05)
4. "Boris & Balto" (1:29)
5. "The Journey Begins" (5:06)
6. "Grizzly Bear" (5:23)
7. "Jenna/Telegraphing The News" (2:22)
8. "Steele's Treachery" (4:38)
9. "The Epidemic's Toll" (3:29)
10. "Heritage Of The Wolf" (5:54)
11. "Balto Brings The Medicine!" (4:53)

### Ontvangst
Balto had op Rotten Tomatoes anno 2015 een score van 50% aan goede beoordelingen van de critici en 70% van het publiek. De film werd bij de bioscoopuitgave overschaduwd door de Disney/Pixar-film Toy Story.

### Vervolgen
De film kreeg twee vervolgen: Balto 2: De zoektocht en Balto 3: Een avontuur met vleugels. Geen van deze twee films maakt gebruik van waargebeurde feiten of het leven van de echte Balto.

## Prijzen en nominaties
In 1996 werd Balto genomineerd voor een Young Artist Award in de categorie Best Family Feature - Musical or Comedy